# جيري وايت (كاتب)
جيري وايت (بالإنجليزية: Jerry White)‏ هو عالم وكاتب أمريكي، ولد في 1937.